# ドミノ君をとめないで。
『ドミノ君をとめないで。』は、アートディンクが1998年1月8日に発売したステージクリア型のアクションゲーム。
走り続けるキャラクターを操作しゴールへ導くのが目的のアクションゲーム。 

## 概要
ドミノ倒しをテーマとしたゲーム。走り続けるキャラクターは進むごとにドミノ牌を残してゆく。道の線上に背景のオブジェクトが反応するスイッチが張り巡らされており、最終的に全てのスイッチを起動させるようドミノ牌を誘導しなければならない。最後にプレイヤーが残したドミノ牌を倒し（得点やスイッチの発動回数によりクリアが決まる）クリアとなる。理論自体は簡単だが、操作に癖があり完全なスイッチ連鎖を目指すのには相当の技術が必要であり、見た目に反して高難易度のゲームである。スイッチによる背景オブジェクトの反応は、物が倒れるような単純なものから、老人のチャクラが解放されて肉体がマッチョになる、等の狂気じみた演出まで幅広い。なお、タイトルは最後の『。』までが正式な表記である。

## プレイヤーキャラクター
誰か1人を選んでプレイする。選ばなかったキャラクターは、道中で邪魔をしてくることがある。
ドミノ君
主人公の少年型ドミノ。最初から使える。
ドミーナちゃん
ドミノ君のガールフレンド（？）。頭に2つのお団子を付けたような女の子ドミノ。最初から使える。
ドミノザエモン
牛のような角を生やした、猪突猛進型ドミノ。移動速度が速い。全ステージをクリアすると使えるようになる。
ピエール・ドミノ
眼鏡をかけた、神経質そうなドミノ。移動速度が遅い。全ステージをランク「県内一」以上でクリアすると使えるようになる。
ド☆ミ△○
宇宙人型のドミノ。全ステージをランク「東洋一」でクリアすると使えるようになる。

## ステージ
あそびに行くからね。
第1ステージ。ビリヤードやチェスなどの遊戯がモチーフのステージ。
コンビニにほえろ！
第2ステージ。コンビニ内がステージになっている。
じいちゃんがフルパワー。
第3ステージ。とある一家が暮らす家。全ての仕掛けを連鎖させることで演出が変わる。
晴れた日は、ドドドドド。
第4ステージ。公園。全ての仕掛けを作動させる必要はない。
グッナイエブリバディ。
第5ステージ。夜の遊園地。
ドミノ君をとめないで。
最終ステージ。3面構成になっており、下水道からビルの屋上までを目指す。

## テーマソング
エンディングテーマ『KICKがカンジン』
歌：FUNNY GENE
作詞：高井美甫
作曲：小杉保未

## 関連商品

### 書籍
- ドミノ君をとめないで。公式ガイドブック ISBN 978-4916090898